# Nereis moroccensis
Nereis moroccensis är en ringmaskart som beskrevs av Amoureux 1976. Nereis moroccensis ingår i släktet Nereis och familjen Nereididae. Inga underarter finns listade i Catalogue of Life.